# Umi no hi
Pour les articles homonymes, voir Jour de la mer et Umi.
Umi no hi (海の日, littéralement « jour de la Mer ») est un jour férié au Japon, célébré le troisième lundi du mois de juillet. Beaucoup de personnes profitent de l'occasion et de la chaleur estivale pour passer une journée à la plage. Ce jour férié est relativement récent et il n'a donc pas de cérémonies traditionnelles associées.
Instauré pour la première fois en 1995, ce jour avait lieu le 20 juillet. Cette date fut changée pour le troisième lundi de juillet en 2003.

## Dates de la fête
| 2020  | 2021  | 2022  | 2023  | 2024  | 2025  | 2026  | 2027  | 2028  | 2029  | 2030  |
| ----- | ----- | ----- | ----- | ----- | ----- | ----- | ----- | ----- | ----- | ----- |
| 20/07 | 19/07 | 18/07 | 17/07 | 15/07 | 21/07 | 20/07 | 19/07 | 17/07 | 16/07 | 15/07 |

Le 27 novembre 2020, au cours d'une session extraordinaire, la Diète du Japon a promulgué une loi rendant officiel le décalage exceptionnel de trois jours fériés, en 2021. Le jour de la Mer est déplacé du troisième lundi de juillet au jeudi 22 juillet 2021, veille de la cérémonie d'ouverture des Jeux olympiques d'été de 2020,.